# Vitória Bonelli

Vitória Bonelli foi uma telenovela brasileira produzida e exibida pela extinta Rede Tupi às 19h00, de 13 de setembro de 1972 a 14 de julho de 1973. 
Foi escrita e dirigida por Geraldo Vietri.
Dos 240 capítulos originalmente exibidos, apenas 2 foram preservados, estando sob a guarda da Cinemateca Brasileira.

## Sinopse
Vitória Bonelli é uma mulher firme, decidida e de grande personalidade. Por uma série de circunstâncias, fica enclausurada durante vinte anos em seu quarto, vivendo fora da realidade, num mundo particular. De repente, sai do seu refúgio para enfrentar um ambiente hostil, vivendo através dos problemas de seus quatro filhos - Tiago, Mateus, Lucas e Verônica.
Vitória irá protegê-los usando toda a sua garra na luta para vencer a depressão econômica que se abateu sobre a família. O marido, Jaime Bonelli, homem que enriquecera através de meios duvidosos, morreu durante uma festa em sua mansão quando tentava conseguir mais dinheiro emprestado de seu círculo de amigos para livrar-se das dívidas. Com a derrocada financeira, a família Bonelli perde tudo e Vitória luta para sobreviver e conscientizar os filhos dessa nova realidade. A princípio eles não aceitam a situação e revoltam-se contra a mãe. Para piorar, Verônica aceita-se casar com Wálter, filho dos Moglianni, principais credores dos Bonelli.
Apesar da força de sua verdadeira personalidade, Vitória Bonelli é uma mulher tímida que sempre viveu à sombra do marido. Vivendo no conforto, ela ocupava-se apenas de cuidar de seus filhos, levando uma vida tranquila e burguesa. Com a reviravolta na situação econômica da família, Vitória deixa seu casulo e converte-se numa verdadeira matriarca, tomando para si a responsabilidade de salvar a situação.
Preocupada em manter a família unida, deixa de lado o conforto no qual se criara, abandona os hábitos burgueses e abre uma cantina para dela tirar o sustento de sua prole.

## Elenco
- Berta Zemmel - Vitória Bonelli
- Tony Ramos - Tiago Bonelli
- Carlos Alberto Riccelli - Mateus Bonelli
- Flamínio Fávero - Lucas Bonelli
- Annamaria Dias - Verônica Bonelli
- Carlos Augusto Strazzer - Wálter Moglianni
- Carmem Monegal - Carla
- Norah Fontes - Mãe Ana
- Luís Carlos Arutim - Pedro Sanches
- Ivan Mesquita - Sr. Moglianni
- Yara Lins - Madame Mercedes Moglianni
- Etty Fraser - Hipólita (Pina)
- Amilton Monteiro - Eduardo (Dudu)
- Ruthinéia de Moraes - Néia
- Benjamin Cattan - Sr. Sharaki
- Cláudia Mello - Dora
- Paulo Figueiredo - Julian
- Elizabeth Hartmann - Ivone
- Sérgio Galvão - Clóvis Jurandir
- Dina Lisboa - Esmeralda
- Sylvia Borges - Pérola
- Leonor Navarro - Safira
- Marcos Plonka - Divino
- Graça Mello - Carlo
- Clenira Michel - Dona Pura
- Felipe Levy - Galante
- Gian Carlo - Hugo
- Lídia Costa - Madame Isabela Rodrigues
- Sebastião Campos - Sr. Ângelo Rodrigues
- Maria Aparecida Alves - Madame Custódia Pardini
- Xandó Batista - Sr. Agnello Pardini
- Carlos Nunes - Diego
- Úrsula Pereira - Angélica
- Verônica Teijido - Hortência
- Osmano Cardoso - Sr. Lopes
- Maria Viana - Maria
- Muíbo Cury - Miranda
- Dalva Dias
- Uccio Gaeta
- Marthus Mathias
- Dárcio Della Monica
- Cuberos Neto
- Neuza Borges
- Lílian Novaes
- Anton Ernest Runge

E:
- Raul Cortez - Jaime Bonelli
- Wálter Forster - Dr. Fontana
- Amália Rodrigues
- Agnaldo Rayol
- Miguel Rosemberg - Oficial de justiça

## Trilha sonora
1. Casthity - Orquestra Phonogram (tema de abertura)
2. La Prima Compagnia - Sergio Endrigo
3. Blues For Strings - Orquestra Phonogram
4. Casthity (Tema Romântico) - Orquestra Phonogram
5. Mademoiselle - George Baker Selection
6. Irene - Ennio Morricone e Banda
7. Last Summer Day (Adieu L'Eté, Adieu La Plage) - Paul Mauriat & Orchestra
8. Wedding Song (There Is Love) - James Last & Orchestra
9. Buddy Joe - Golden Earring
10. No Mar Negro (Am Scowarzem Meer) - Orquestra Phonogram
11. Aiutami Amore Mio - Orquestra Phonogram
12. Tema do Encontro (Baseado no Concerto "Imperador" de Beethoven) - Orquestra Phonogram
13. So Lucky - Freddy Davis (tema de Tiago,Toni Ramos)  NOTA; esta faixa NÃO está no LP da trilha, foi lançada em compacto.
14. Pino Donaggio - L'ultimo romantico NOTA; esta faixa NÃO está no LP da trilha, foi lançada em compacto.
15. Marilia Medalha - Se o amor pudesse  NOTA; esta faixa NÃO está no LP da trilha, foi lançada em compacto.